# Number 1's (álbum de Destiny's Child)
#1's é um álbum de compilação do girl group americano Destiny's Child, lançado através da Columbia Records em 25 de outubro de 2005. Anunciado durante a turnê Destiny Fulfilled ... And Lovin' It, O álbum de grandes sucessos apresenta os singles de melhor desempenho na carreira do grupo, dos quatro álbuns de estúdio lançados entre 1998 e 2004, bem como uma música de seu álbum de remisturas This Is the Remix, lançado em 2002. Além do material já existente, três novas músicas foram gravadas para a compilação - "Stand Up for Love", "Feel the Same Way I Do" e "Check on It" colaboração solo de Beyoncé com Slim Thug.
Após o lançamento, #1's recebeu avaliações positivas de críticos de música que elogiaram o material incluído, como destaques da carreira musical do grupo. No entanto, seu título foi descartado como muitas das músicas incluídas na listagem. mais tarde, foi reconhecido pela revista Billboard que o título era usado como estratégia de marketing. A compilação estreou e atingiu o topo do ranking de álbuns da Billboard 200 dos EUA, tornando-se o segundo álbum do grupo a alcançar o número um nesse país. Ele também ficou entre os quarenta primeiros em muitos países europeus. A compilação recebeu sete certificações de organizações de comércio de música em diferentes países em todo o mundo. Além disso gerou dois singles: "Stand up For Love", que não apareceu em um gráfico de música principal e "Check On It", que alcançou o número um no  Billboard  Hot 100 dos EUA e o top 10 em muitas paradas europeias.

## Antecedentes e lançamento

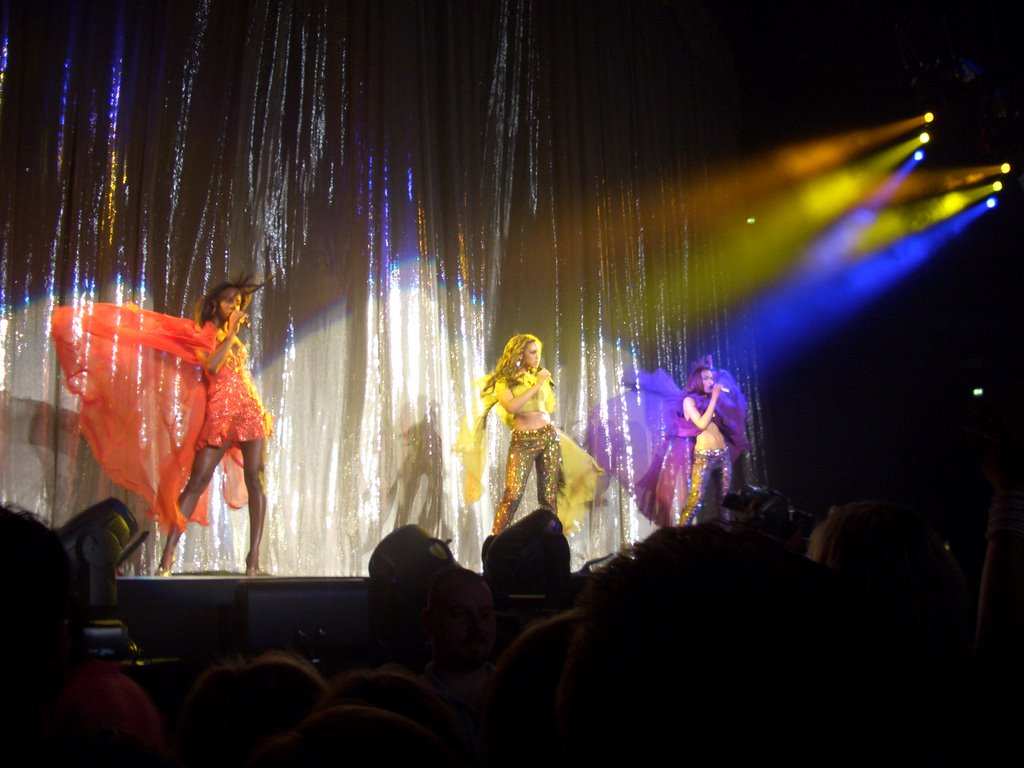
Destiny's Child performando "Say My Name" durante a digressão de despedida, Destiny Fulfilled ... And Lovin' It.

Destiny's Child entrou em hiato, após o lançamento de seu terceiro álbum de estúdio Survivor (2001), permitindo que cada integrante do grupo liberasse material solo. Como cada integrante teve sucesso com seus projetos individuais, as duvidas surgiram pelo público se elas gravariam novamente como um grupo. No entanto, as integrantes do grupo Beyoncé Knowles, Kelly Rowland e Michelle Williams se reuniram novamente para trabalhar em seu quarto álbum de estúdio Destiny Fulfilled. O álbum foi lançado no final de 2004 e o grupo embarcou em uma turnê mundial Destiny Fulfilled ... And Lovin' It no ano seguinte como parte de sua promoção. Durante um concerto, que o grupo teve no Palau Sant Jordi, em Barcelona, Espanha, em 11 de junho de 2005, Rowland anunciou ao público que a turnê seria a última do Destiny's Child, revelando sua dissolução formal. Foi anunciado que, depois da última parte norte-americana, o grupo se separaria, com cada integrante continuando sua carreira musical como um artista solo. Durante uma entrevista, elas explicaram que sua dissolução foi planejada durante a realização do Destiny Fulfilled, enquanto elas discutiam suas aspirações individuais e perceberam que continuarem como um grupo as impediria na busca desses interesses. No entanto, foi dito que o álbum não seria seu último álbum juntas.
Em 1 de agosto de 2005, Rowland anunciou o lançamento de um álbum de grandes sucessos no final desse ano, durante uma entrevista com a revista Billboard. Ela disse: "Definitivamente vamos gravar outra música para o nosso álbum de grandes sucessos para os nossos fãs. Ainda estamos pensando nisso porque queremos que isso signifique alguma coisa". Em setembro, o título do álbum nº1 foi revelado juntamente com a data de lançamento em 25 de outubro de 2005. Uma edição DualDisc de #1, também foi anunciada com as mesmas músicas da edição padrão, misturadas em 5.1 Surround Sound em um CD, bem como conteúdo bônus em um DVD contendo sete músicas e um trailer para o álbum ao vivo Destiny's Child: Live in Atlanta (2005). O álbum também foi lançado como um conjunto de duas embalagens no Walmart, incluindo o CD original e um DVD intitulado "Fan Pack II", que continha apresentações ao vivo de duas músicas, três músicas exclusivas dos sócios e imagens bônus.

## Conteúdo
As músicas do #1's contem canções dos quatro álbum de estúdio do grupo Destiny's Child (1998), The Writing's on the Wall (1999), Survivor (2001) e Destiny Fulfilled (2004), bem como o álbum de remix This Is the Remix (2002). Após o anúncio do #1's, a revista Billboard questionou os critérios pelos quais a inclusão das músicas seria determinada porque o grupo tinha apenas quatro singles número um na principal parada de singles dos EUA a Billboard Hot 100 e somente um single liderou o gráfico da Hot R&B/Hip-Hop Songs. No entanto, Keith Caulfield, da revista Billboard, reconheceu mais tarde em um artigo que seu título era uma estratégia de marketing, pois suas notas de linha não ofereceram informações sobre as posições do gráfico das músicas. "Bills, Bills, Bills", "Say My Name", "Independent Women" e "Bootylicious", foram os quatro singles da banda, que lideraram o gráfico da Hot 100, enquanto "No, No, No" liderou o Hot R&B/Hip-Hop Songs. "Lose My Breath", "Soldier" com T.I e Lil Wayne e "Jumpin', Jumpin'", adicionalmente, liderou outros gráficos componentes da Billboard; Os dois primeiros chegaram ao primeiro lugar no Hot Dance Club Songs, enquanto o último atingiu o pico na posição superior do Mainstream Top 40. Além disso, o álbum continha gravações singulares que não necessariamente chegavam ao número um em um gráfico de música - "Emotion", "Bug a Boo", "Girl" e "Cater 2 U". Andy Kellman, da AllMusic, observou ainda que cada single de gráficos estava incluído no álbum com exceção das músicas do álbum de Natal do grupo 8 Days of Christmas (2001). "Brown Eyes", que não foi lançado como single, foi apresentado como uma faixa de bônus internacional devido à sua aparição em um gráfico nos EUA. Da mesma forma, "Nasty Girl" e "So Good" foram colocadas como músicas extras na edição japonesa do álbum.
A música no álbum foi notada como música contemporânea de contemporary R&B, pop e música soul music; John Hanson, da Sputnikmusic, descreveu-o como "preenchido" com bubblegum R&B pop. Além do material já lançado, novas músicas também foram gravadas para o álbum, incluindo "Stand Up for Love", "Check on It" de Beyoncé com participação de Slim Thug e "Feel the Same Way I Do". "Stand Up for Love" foi escrito por David Foster, sua filha Amy Foster-Gillies e Beyoncé, enquanto sua produção ficou por conta de Foster e Humberto Gatica. A balada foi inspirada por crianças e famílias atingidas pela pobreza que recebem fundos da organização de caridade. "Check on It" foi originalmente escrito por Beyoncé, Slim Thug, Angela Beyince e Sean Garrett para a trilha sonora de A Pantera Cor-de-Rosa 2006, mas foi incluído no álbum de compilação e durante os créditos de encerramento do filme mencionado. Mais tarde, foi incluído na lista de faixas da edição internacional deluxe do segundo álbum de estúdio de Beyoncé, B'Day (2006). Os vocais de Beyoncé, foram descritos como "Tubos de R&B" por Bret McCabe do Baltimore City Paper, recebendo comparações com Donna Summer. Um ritmo de dance está presente na música junto com ganchos rápidos cantados por Beyoncé. "Feel the Same Way I Do" foi descrito como uma faixa semelhante às músicas de soul do grupo americano The Supremes. Jess Harvell da Pitchfork Media, sentiu que seu som era adequado para a The Emancipation of Mimi (2005) de Mariah Carey.

## Singles e promoções
"Stand Up for Love" foi lançado como o primeiro single da compilação em 27 de setembro de 2005. Foi chamado de hino do Dia Mundial da Criança de 2005 e usado para uma fundação mundial Ronald McDonald House Charities e várias outras organizações locais de crianças. O comentário crítico para a música foi em sua maioria negativos e não conseguiu entrar na parada dos EUA tornando-se o primeiro single da banda a acontecer isso. "Stand Up for Love" tornou-se o último single do grupo antes da sua dissolução. O segundo single do álbum "Check on It" foi lançado em 13 de dezembro de 2005 e foi mais tarde disponível para download digital em 31 de janeiro de 2006 nos EUA. Conseguiu alcançar o topo do Hot 100 e três outros quadros componentes da Billboard nos EUA. Em todo o mundo, liderou o New Zealand Singles Chart, alcançou os números dois e três na Irlanda e no Reino Unido e dentro dos dez melhores em muitos outros países europeus. Destiny's Child performou "Stand Up for Love" e "Survivor" em 15 de novembro de 2005 no programa de televisão JJimmy Kimmel Live! como seu último desempenho de TV juntas como um grupo. O primeiro foi realizado pela banda novamente no mesmo dia em Ronald McDonald House em Los Angeles para o Dia Mundial da Criança.

## Recepção da crítica
| Críticas profissionais  | Críticas profissionais |
| Avaliações da crítica   | Avaliações da crítica  |
| Fonte                   | Avaliação              |
| ----------------------- | ---------------------- |
| AllMusic                | [ 12 ]                 |
| BBC Online              | (positivo)             |
| Houston Chronicle       | [ 22 ]                 |
| musicOMH                | (misto)                |
| Pitchfork Media         | (7.2/10)               |
| San Francisco Chronicle | (positivo)             |
| Slant Magazine          | [ 9 ]                  |
| Sputnikmusic            | (3.5/5)                |
| Yahoo! Music            | [ 24 ]                 |

Andy Kellman, da AllMusic, escreveu em sua revisão que #1's foi formatado, assim como outras partituras musicais e antologias empacotadas para a temporada de compras de férias. Ele ainda comentou que seu título deveria ter sido diferente e concluiu: "o disco reafirma que Destiny's Child lançou alguns dos maiores singles de R&B do final dos anos 90 e início dos anos 2000". Sal Cinquemani, da Slant Magazine, criticou o título do álbum porque apenas quatro dos singles do grupo, alcançaram o número um no Billboard Hot 100. No entanto, ele elogiou o "impressionante resultado" do Destiny's Child, que inclui alguns dos mais reconhecidos hits da história do R&B". O escritor da BBC Online, James Blake, chamou o álbum de "mais do que decente" e acrescentou que o sucesso do grupo na indústria da música foi um motivo notável para o lançamento de grandes sucessos. No entanto, ele argumentou que seria muito breve incluir músicas de seu último álbum de estúdio Destiny Fulfilled, já que foi lançado apenas 11 meses antes do #1's. Jess Harvell, do Pitchfork Media, sentiu que era um movimento "inteligente" para não arrumar as músicas na compilação em ordem cronológica e sentiu "tem o efeito estranho de sugerir que seu legado pode ser baseado em um trabalho menor do que imaginado". Harvell terminou a revisão escrevendo: "você pode olhar para o #1's como produto puro e não se sentir errado por ouvi-lo". Apesar de classificar seu título como "enganador" e criticar o novo material, o editor do Houston Chronicle, Michael D. Clark, escreveu que o álbum era "tão lindo e imaculado quanto" as integrantes do grupo e incluiu que o álbum contem seus melhores singles de seus quatro álbuns de estúdio.
John A. Hanson, do Sputnikmusic, sentiu que o álbum de grandes sucessos foi lançado "no momento perfeito", como muitas das músicas foram lançadas há muito tempo e "perderam a graça, mas é [sic] o suficiente para que ainda tenha algum tipo de relevância". Ele concluiu que o álbum, "[ele] atinge você com um golpe reconhecível, após o golpe, elas se tonam tão perfeitas quanto o R&B-pop contemporâneo merece". Descrevendo o álbum como um "golpe de mestre que acontece quando uma grande banda se junta", O critico do Yahoo!, Hattie Collins escreveu que: "Apesar dos pontos baixos do Destiny's Child, isso é um deve ter uma coleção de clássicos de um dos talentos mais significativos do R&B". Uma revisão mais mista veio de Fiona Mckinlay do site musicOMH, que sentiu que o álbum incluiu muitas músicas "ignoráveis" e observou que o material do The Writing's on the Wall e Survivor era o melhor da coleção. Ela sentiu que o progresso no som da banda era evidente em #1's, mas ofereceu a opinião: "Até onde os álbuns de grandes sucessos vão, o Destiny's Child mostra-se como um belas divas, mas ainda não é a força incrível no R&B". Aidin Vaziri do San Francisco Chronicle, criticou as músicas do Destiny Fulfilled e "Stand Up for Love" e concluiu "pesquisando toda a carreira do Destiny's Child neste conjunto ... é óbvio que seus corações desapareceram ao mesmo tempo que o álbum solo de Beyonce vendeu seu primeiro milhão".

## Performance comercial
Em sua primeira semana, #1's vendeu 113 mil cópias nos Estados Unidos de acordo com a Nielsen SoundScan e estreou no número um no Billboard 200 no dia 12 de novembro de 2005. Tornou-se o segundo álbum do número um da banda nessa parada após Survivor em 2001. Em sua segunda semana de gráficos, a compilação caiu para a posição de número cinco vendendo 85 mil cópias com uma redução de 25% das vendas anteriores. Também estreou no topo das tabelas dos melhores álbuns de R&B/Hip-Hop durante a mesma semana em que estreou no Billboard 200. Foi certificado de platina pela Recording Industry Association of America (RIAA) pelas vendas de 1.000.000 de cópias. No Canadá, a compilação recebeu uma certificação de platina pela Music Canada (MC), por vender 100 mil unidades.
No Reino Unido, a compilação estreou e atingiu o pico de sexto lugar no UK Albums Chart em 5 de novembro de 2005. Tornou-se a quarta entrada do grupo no top 10 do país. Na semana do lançamento do álbum de estúdio 4 de Beyoncé, em 9 de julho de 2011, #1's subiu da posição de 111 de volta para 54 em sua quarta segunda semana de gráficos nesse país. Na mesma semana, estabeleceu um pico no UK R&B Albums Chart no número 12 em seu quarenta. Foi certificado de platina no Reino Unido em 22 de julho de 2013 pela British Phonographic Industry por vender 300 mil exemplares. Na Irlanda, a compilação estreou no número dez no Irish Albums Chart para a semana que termina em 27 de outubro de 2005. Na semana seguinte, mudou-se para o número oito no gráfico, que também se tornou sua posição máxima nesse país. A Irish Recorded Music Association (IRMA) o certificou com dupla platina #1's por vender 30 mil cópias nesse país. Em outros países europeus, o álbum ficou entre os dez melhores na Suíça e na região de Flandres, na Bélgica, entre os trinta melhores na Alemanha e na região da Valônia, na Bélgica e dentro dos quarenta melhores na Áustria, Holanda, Noruega, Espanha e Suécia.
Em 6 de novembro de 2005, a compilação estreou na posição de 13 no Australian ARIA Charts. Na semana seguinte, mudou-se para dez e passou um total de 19 semanas no gráfico. Foi certificada de platina pela Australian Recording Industry Association (ARIA) por vender 70.000 cópias. Na Nova Zelândia, alcançou o número três na tabela de álbuns do país na segunda semana de gráficos. A Recorded Music NZ (RMNZ) certificou-o de platina por vender 859 cópias na primeira semana. Em 2005, foi eventualmente certificado de dupla platina pela Recording Industry Association of Japan (RIAJ) por vender 500 mil cópias nesse país. No mesmo ano, #1's foi classificado como o vigésimo álbum mais vendido do mundo.

## Faixas
| #1's – Edição Padrão |                                                                | |                                    |         |  |
| N.º                  | Título                                                         | Compositor(es)                                                                                      | Produtor(es)                       | Duração |  |
| 1.                   | "Stand Up for Love" (Canção Inédita)                           | Beyoncé Knowles David Foster Amy Foster-Gillies                                                     | Foster Humberto Gatica             | 4:45    |  |
| 2.                   | "Independent Women Part 1" (De Survivor)                       | B. Knowles Sam Barnes Jean-Claude Olivier Cory Rooney                                               | B. Knowles Poke and Tone Rooney    | 3:36    |  |
| 3.                   | "Survivor" (De Survivor)                                       | B. Knowles Anthony Dent Matthew Knowles                                                             | B. Knowles Dent                    | 3:49    |  |
| 4.                   | "Soldier De Destiny Fulfilled" (featuring T.I. e Lil Wayne)    | B. Knowles Kelly Rowland Michelle Williams Rich Harrison Sean Garrett Dwayne Carter Clifford Harris | Harrison B. Knowles                | 4:05    |  |
| 5.                   | "Check on It" (Beyoncé featuring Slim Thug,)                   | B. Knowles Kasseem Dean Garrett Angela Beyincé Stayve Thomas                                        | Swizz Beatz B. Knowles             | 3:32    |  |
| 6.                   | "Jumpin', Jumpin'" (The Writing's on The Wall)                 | B. Knowles Rufus Moore Chad Elliot                                                                  | B. Knowles Elliot Jovonn Alexander | 3:49    |  |
| 7.                   | "Lose My Breath" (De Destiny Fulfilled)                        | B. Knowles Rowland Williams Rodney Jerkins Fred Jerkins III Garrett LaShawn Daniels Shawn Carter    | B. Knowles R. Jerkins              | 3:33    |  |
| 8.                   | "Say My Name" (De The Writing's on the Wall)                   | R. Jerkins F. Jerkins Daniels B. Knowles LeToya Luckett Rowland LaTavia Roberson                    | R. Jerkins                         | 4:01    |  |
| 9.                   | "Emotion" (De Survivor)                                        | Barry Gibb Robin Gibb                                                                               | B. Knowles Mark Feist M. Knowles   | 3:56    |  |
| 10.                  | "Bug a Boo" (De The Writing's on the Wall)                     | Kevin Briggs Kandi B. Knowles Luckett Roberson Rowland                                              | She'kspere                         | 3:23    |  |
| 11.                  | "Bootylicious" (De Survivor)                                   | B. Knowles Rob Fusari Falonte Moore Stevie Nicks                                                    | B. Knowles Fusari                  | 3:29    |  |
| 12.                  | "Bills, Bills, Bills" (De The Writing's on the Wall)           | Briggs Kandi B. Knowles Luckett Rowland Roberson                                                    | She'kspere                         | 3:45    |  |
| 13.                  | "Girl" (De Destiny Fulfilled)                                  | B. Knowles Rowland Williams Patrick Douthit Garrett Don Davis Eddie Robinson Beyincé                | 9th Wonder B. Knowles              | 3:27    |  |
| 14.                  | "No, No, No Part 2" (De Destiny's Child featuring Wyclef Jean) | Vincent Herbert Fusari Mary Brown Calvin Gaines                                                     | Jean Che Green Jerry Duplessis     | 3:15    |  |
| 15.                  | "Cater 2 U" (De Destiny Fulfilled)                             | B. Knowles Rowland Williams R. Jerkins Ricky Lewis Robert Waller                                    | B. Knowles R. Jerkins Ric Rude     | 4:07    |  |
| 16.                  | "Feel the Same Way I Do" (Anteriormente inédito)               | R. Jerkins B. Knowles Lewis Rowland Williams Daniels F. Jerkins                                     |                                    | 4:06    |  |
| Duração total:       | Duração total:                                                 | Duração total:                                                                                      | Duração total:                     | 60:27   |  |

| #1's – Versão internacional (Faixas Bônus) |              |                          |              |         |  |
| N.º                                        | Título       | Compositor(es)           | Produtor(es) | Duração |  |
| 17.                                        | "Brown Eyes" | B. Knowles W. Afanasieff | B. Knowles   | 4:36    |  |

| #1's – Edição japonesa (Faixas Bônus) |              |                                                    |                  |         |  |
| N.º                                   | Título       | Compositor(es)                                     | Produtor(es)     | Duração |  |
| 17.                                   | "So Good"    | Briggs Burruss B. Knowles Luckett Roberson Rowland | Kandi She'kspere | 3:13    |  |
| 18.                                   | "Nasty Girl" | B. Knowles Dent Maurizio Bassi Naimy Hackett       | B. Knowles Dent  | 4:18    |  |

### DualDisc
| CD  |                                        |         |  |
| N.º | Título                                 | Duração |  |
| 1.  | "Stand Up for Love"                    | 4:46    |  |
| 2.  | "Independent Women Part I"             | 3:41    |  |
| 3.  | "Survivor"                             | 4:14    |  |
| 4.  | "Soldier" (com T.I. e Lil Wayne)"      | 4:07    |  |
| 5.  | "Check on It" (Beyoncé com Slim Thug)" | 3:55    |  |
| 6.  | "Jumpin' Jumpin'"                      | 3:50    |  |
| 7.  | "Lose My Breath"                       | 4:01    |  |
| 8.  | "Say My Name"                          | 4:28    |  |
| 9.  | "Emotion"                              | 3:55    |  |
| 10. | "Bug a Boo"                            | 3:31    |  |
| 11. | "Bootylicious"                         | 3:27    |  |
| 12. | "Bills, Bills, Bills"                  | 4:33    |  |
| 13. | "Girl"                                 | 3:44    |  |
| 14. | "No, No, No Part 2 (com Wyclef Jean)"  | 4:08    |  |
| 15. | "Cater 2 U"                            | 3:41    |  |
| 16. | "Feel the Same Way I Do"               | 4:18    |  |

| DVD |                                       |         |  |
| N.º | Título                                | Duração |  |
| 1.  | "Live At Wembley" (Trailer do DVD)    | 1:46    |  |
| 2.  | "No, No, No Part 2" (com Wyclef Jean) | 4:08    |  |
| 3.  | "Say My Name"                         | 4:28    |  |
| 4.  | "Survivor"                            | 4:14    |  |
| 5.  | "Bootylicious"                        | 3:27    |  |
| 6.  | "Independent Women Part I"            | 3:41    |  |
| 7.  | "Soldier" (com T.I. e Lil Wayne)      | 4:07    |  |
| 8.  | "Cater 2 U"                           | 3:41    |  |

### Versão daWal-Mart
| CD  |                                        |         |  |
| N.º | Título                                 | Duração |  |
| 1.  | "Stand Up for Love"                    | 4:46    |  |
| 2.  | "Independent Women Part I"             | 3:41    |  |
| 3.  | "Survivor"                             | 4:14    |  |
| 4.  | "Soldier" (com T.I. e Lil Wayne)"      | 4:07    |  |
| 5.  | "Check on It" (Beyoncé com Slim Thug)" | 3:55    |  |
| 6.  | "Jumpin' Jumpin'"                      | 3:50    |  |
| 7.  | "Lose My Breath"                       | 4:01    |  |
| 8.  | "Say My Name"                          | 4:28    |  |
| 9.  | "Emotion"                              | 3:55    |  |
| 10. | "Bug a Boo"                            | 3:31    |  |
| 11. | "Bootylicious"                         | 3:27    |  |
| 12. | "Bills, Bills, Bills"                  | 4:33    |  |
| 13. | "Girl"                                 | 3:44    |  |
| 14. | "No, No, No Part 2 (com Wyclef Jean)"  | 4:08    |  |
| 15. | "Cater 2 U"                            | 3:41    |  |
| 16. | "Feel the Same Way I Do"               | 4:18    |  |

| DVD |                                                                  |         |  |
| N.º | Título                                                           | Duração |  |
| 1.  | "Girl" (Ao vivo)                                                 | 3:44    |  |
| 2.  | "Cater 2 U" (Ao vivo)                                            | 3:41    |  |
| 3.  | "On The Road with Destiny's Child and The Ronald McDonald House" | 4:46    |  |
| 4.  | "Video Megamix" (com cenas de Lose My Breath)                    | 4:08    |  |
| 5.  | "Train on a Track"                                               | 4:28    |  |
| 6.  | "Do You Know"                                                    | 4:14    |  |
| 7.  | "Me, Myself and I"                                               | 3:27    |  |
| 8.  | "Live At Wembley" (Trailer do DVD)                               | 1:46    |  |

## Prêmios
| Ano  | Prêmio                           | Nomeação                                   | Categoria                                  | Resultado |
| ---- | -------------------------------- | ------------------------------------------ | ------------------------------------------ | --------- |
| 2006 | Japan Gold Disc Awards           | International Rock & Pop Album of the Year | International Rock & Pop Album of the Year | Venceu    |
| 2006 | Japan Gold Disc Awards           | Movies Artists                             | Movies Artists                             | Venceu    |
| 2006 | NAACP Image Awards               | Outstanding Music Video                    | "Stand Up for Love"                        | Indicação |
| 2006 | MTV Video Music Awards Japan     | Best R&B Video                             | "Stand Up for Love"                        | Indicação |
| 2006 | International Dance Music Awards | Best Pop Dance                             | "Check on It" (com: Slim Thug)             | Indicação |
| 2006 | MTV Video Music Awards           | Best R&B Video                             | "Check on It" (com: Slim Thug)             | Venceu    |
| 2006 | BET Awards                       | Best Duet/Collaboration                    | "Check on It" (com: Slim Thug)             | Indicação |
| 2006 | BET Awards                       | Video of the Year                          | "Check on It" (com: Slim Thug)             | Indicação |
| 2007 | ASCAP                            | Most Performed Songs                       | "Check on It" (com: Slim Thug)             | Venceu    |

## Desempenho nas tabelas musicais

### Singles
| Ano  | Nome                          | Melhores posições | Melhores posições | Melhores posições | Melhores posições | Melhores posições | Melhores posições | Melhores posições | Melhores posições | Melhores posições | Melhores posições | Melhores posições | Melhores posições | Certificações   |
| Ano  | Nome                          | EUA               | EUA R&B           | EUA Dance         | ALE               | AUS               | CAN               | HOL               | IRL               | JAP               | NZL               | SUI               | UK                | Certificações   |
| ---- | ----------------------------- | ----------------- | ----------------- | ----------------- | ----------------- | ----------------- | ----------------- | ----------------- | ----------------- | ----------------- | ----------------- | ----------------- | ----------------- | --------------- |
| 2006 | "Stand Up for Love"           | —                 | —                 | —                 | —                 | —                 | —                 | —                 | —                 | 1                 | —                 | —                 | —                 |                 |
| 2006 | "Check on It" (com Slim Thug) | 1                 | 3                 | 1                 | 11                | —                 | 5                 | 5                 | 2                 | 45                | 1                 | 7                 | 3                 | - EUA – Platina |

| Chart (2005–06)                        | Maior posição |
| -------------------------------------- | ------------- |
| Alemanha (Official Top 100)            | 27            |
| Austrália (ARIA)                       | 10            |
| Áustria (Ö3 Austria)                   | 32            |
| Bélgica (Ultratop Flanders)            | 9             |
| Bélgica (Ultratop Wallonia)            | 29            |
| Escócia (Official Scottish Albums)     | 10            |
| Espanha (PROMUSICAE)                   | 38            |
| EUA (Billboard 200)                    | 1             |
| EUA (Billboard Top R&B/Hip-Hop Albums) | 1             |
| Irlanda (IRMA)                         | 8             |
| Japão (Oricon)                         | 1             |
| Noruega (VG-lista)                     | 39            |
| Nova Zelândia (Recorded Music NZ)      | 3             |
| Países Baixos (MegaCharts)             | 31            |
| Reino Unido (OCC)                      | 6             |
| Reino Unido (UK R&B Albums Chart)      | 1             |
| Suécia (Sverigetopplistan)             | 35            |
| Suíça (Schweizer Hitparade)            | 8             |
| Tabelas musicais (2007)                | Posição       |
| França (SNEP)                          | 189           |
| Tabelas musicais (2011)                | Posição       |
| Reino Unido (OCC)                      | 12            |

| Tabelas musicais (2005)                   | Posição |
| ----------------------------------------- | ------- |
| Austrália (Australian Albums Chart)       | 65      |
| Austrália (Australian Urban Albums Chart) | 11      |
| Japão (Japanese Albums Chart)             | 37      |
| Nova Zelândia (New Zealand Albums Chart)  | 35      |
| Reino Unido (UK Albums Chart)             | 120     |
| Mundo                                     | 20      |
| Tabelas musicais (2006)                   | Posição |
| Austrália (Australian Albums Chart)       | 87      |
| Austrália (Australian Urban Albums Chart) | 8       |
| EUA (Billboard 200)                       | 63      |
| EUA (Top R&B/Hip-Hop Albums)              | 34      |
| Japão (Japanese Albums Chart)             | 54      |

## Vendas e certificações
| Região                                                                                             | Certificação | Vendas     |
| -------------------------------------------------------------------------------------------------- | ------------ | ---------- |
| Austrália (ARIA)                                                                                   | Platina      | 70,000^    |
| Canadá (Music Canada)                                                                              | Platina      | 100,000^   |
| Estados Unidos (RIAA)                                                                              | Platina      | 1,000,000^ |
| Japão (RIAJ)                                                                                       | 2× Platina   | 500,000^   |
| Irlanda (IRMA)                                                                                     | 2× Platina   | 30,000^    |
| Nova Zelândia (RMNZ)                                                                               | Ouro         | 7,000*     |
| Reino Unido (BPI)                                                                                  | Platina      | 300,000    |
| *números de vendas baseados somente na certificação ^distribuições baseadas apenas na certificação |              |            |

## Histórico de lançamento
| País        | Data                  | Formato                        | Gravadora        |
| ----------- | --------------------- | ------------------------------ | ---------------- |
| Alemanha    | 21 de outubro de 2005 | CD, download digital, DualDisc | Sony Music       |
| Reino Unido | 24 de outubro de 2005 | CD, download digital           | Sony BMG         |
| EUA         | 25 de outubro de 2005 | CD, digital download, DualDisc | Columbia Records |
| Austrália   | 25 de outubro de 2005 | CD, download digital           | Sony BMG         |
| Japão       | 26 de outubro de 2005 | CD, download digital           | Sony Music Japan |